# إدوارد باير
ادوارد باير (بالفرنسية: Édouard Baer) (و. 1966 – م) هو ممثل، ومخرج، ومقدم برامج إذاعية من فرنسا . ولد في باريس.

## التعليم
تعلم في كلية ستانيسلاس في باريس، والمدرسة الألزاسية ‏، ومدرسة فلوران ‏

## جوائز
حصل على جوائز منها:
- فارس وسام الفنون والآداب.

## روابط خارجية
- إدوارد باير على موقع IMDb (الإنجليزية)
- إدوارد باير على موقع ميتاكريتيك (الإنجليزية)
- إدوارد باير على موقع روتن توميتوز (الإنجليزية)
- إدوارد باير على موقع ألو سيني (الفرنسية)
- إدوارد باير على موقع ميوزك برينز (الإنجليزية)
- إدوارد باير على موقع أول موفي (الإنجليزية)
- إدوارد باير على موقع قاعدة بيانات الأفلام السويدية (السويدية)
- إدوارد باير على موقع ديسكوغز (الإنجليزية)
- إدوارد باير على موقع قاعدة بيانات الفيلم (الإنجليزية)
- إدوارد باير على موقع كينوبويسك (الروسية)